# Metastrangalis thibetana
Metastrangalis thibetana là một loài bọ cánh cứng trong họ Cerambycidae.